# 多吉扎西
多吉扎西（ドルジェ・タシ、Dorje Tashi、チベット文字：རྡོ་རྗེ་བཀྲ་ཤིས་; ワイリー方式：rdo rje bkra shis,1973年 - )は、中国チベット自治区の実業家。
チベット国内で有名ホテルラサ・ヤク・ホテル等を経営。
2008年3月のラサでの暴動の数カ月後に拘束され、2010年8月8日中国チベット自治区ラサ裁判所から
終身刑、40億元の財産没収の判決を受ける。
兄も6年の禁固刑。
罪名などは不明だが、インド北部ダラムサラのチベット亡命政府に多額の資金援助をしていたためとされる。